# No todo el oro reluce
«No todo lo que es oro reluce» es un poema escrito por J. R. R. Tolkien para su novela de fantasía El Señor de los Anillos. Hace alusión a una parte central de la trama.

## Texto original
All that is gold does not glitter,
Not all those who wander are lost;
The old that is strong does not wither,
Deep roots are not reached by the frost.
From the ashes a fire shall be woken,
A light from the shadows shall spring;
Renewed shall be blade that was broken,
The crownless again shall be king.

## Traducción
Todo lo que es oro no siempre resplandece,
No todos los que vagan estan perdidos;
Lo viejo que es fuerte no se marchita,
A raices profundas no las alcanza la escarcha.
De las cenizas un fuego será despertado,
Una luz surgirá de las sombras;
Renovada será la espada que fue rota,
Aquel sin corona una vez más será rey.

## Historia
El poema aparece dos veces en La Comunidad del Anillo, primero de los volúmenes en que se dividió El Señor de los Anillos. La primera vez tiene lugar en el décimo capítulo, «Trancos», en una carta escrita por el mago Gandalf a los hobbits en Bree, antes de que descubran que Trancos (Aragorn) es la persona a la que se refieren los versos. Posteriormente lo repite Bilbo Bolsón durante el Concilio de Elrond, susurrándole a Frodo que él lo escribió bastantes años antes, cuando Aragorn le reveló por vez primera quién era realmente.
El tema del poema es la confrontación entre las apariencias y la realidad. El primer verso es una variante adaptada del proverbio «No es oro todo lo que reluce», que aparece por vez primera en la obra de Fernando de Rojas, La Celestina ("No ha de ser oro todo cuanto reluce"), mejor dicho es una conversión lógica de esa afirmación, dando como resultado, en este caso, una proposición con un significado completamente distinto: Aragorn es abrumadoramente más importante de lo que a simple vista parece. El segundo verso enfatiza la importancia de los montaraces, que son percibidos como vagabundos sospechosos por aquellas personas a las que realmente están protegiendo del mal. Los versos tercero y cuarto hacen hincapié en la idea de resistencia y aguante tanto de Aragorn como de su linaje y estirpe, mientras que el quinto y sexto se refieren a la renovación y la recuperación de la esperanza. La última línea predice el acceso de Elessar a la corona y la restauración de los reinos de Gondor y Arnor reunificados en su persona.
Ediciones antiguas de El Señor de los Anillos catalogaron este poema bajo el título de «El enigma de Trancos». Sin embargo en la edición especial del 50 aniversario que se publicó en el año 2005, los encargados de realizar la nueva catalogación de los contenidos de la novela, Wayne G. Hammond y Christina Scull, lo anotaron bajo el epígrafe de «No es oro todo lo que reluce».

## Versiones anteriores
Algunas versiones anteriores del poema han quedado registradas en el libro La traición de Isengard, séptimo volumen de La historia de la Tierra Media.

## Adaptaciones
En la adaptación al cine de El Señor de los Anillos dirigida por Peter Jackson, el poema aparece en El retorno del Rey, cuando Arwen recita los últimos cuatro versos al mismo tiempo que su padre, Elrond, ordena que se forjen de nuevo los restos de Narsil para entregar a Aragorn de nuevo la espada, rebautizada como Andúril.
En la dramatización para la radio que la BBC realizó en 1981, el poema permanece en el mismo contexto que en la novela.